# Schloss Seeburg (Seekirchen)

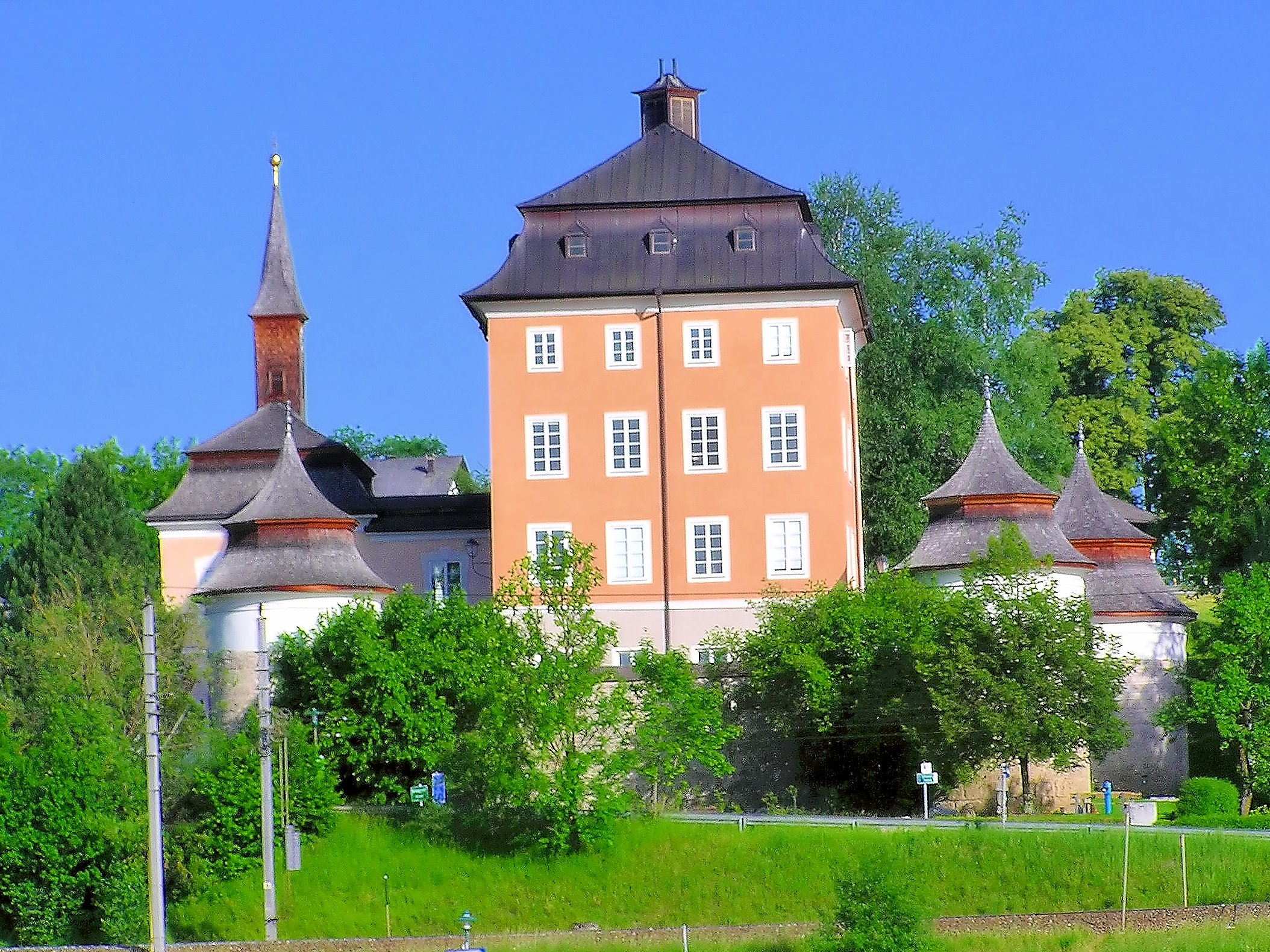
Schloss Seeburg von Südosten

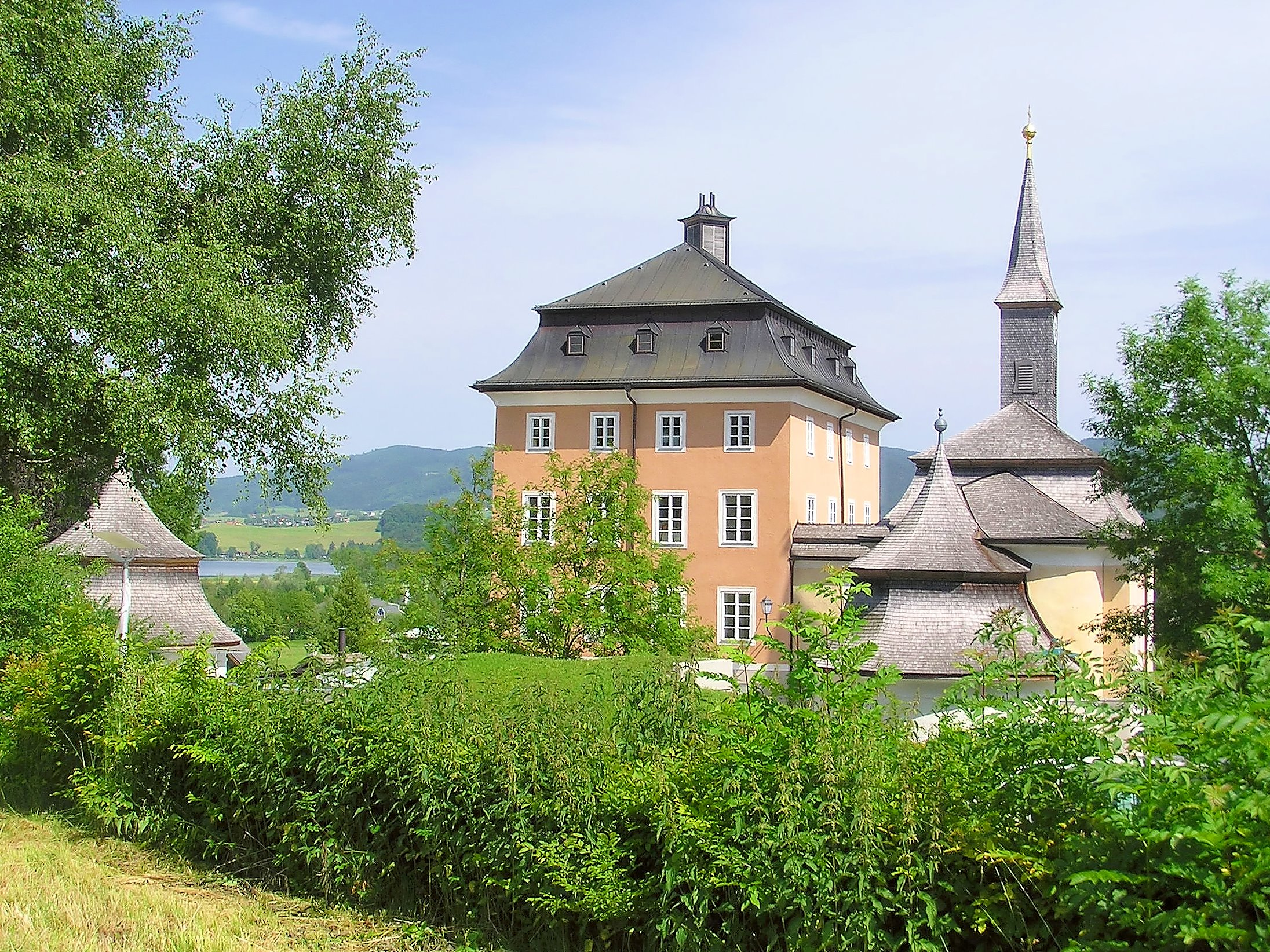
Schloss Seeburg von Nordwesten

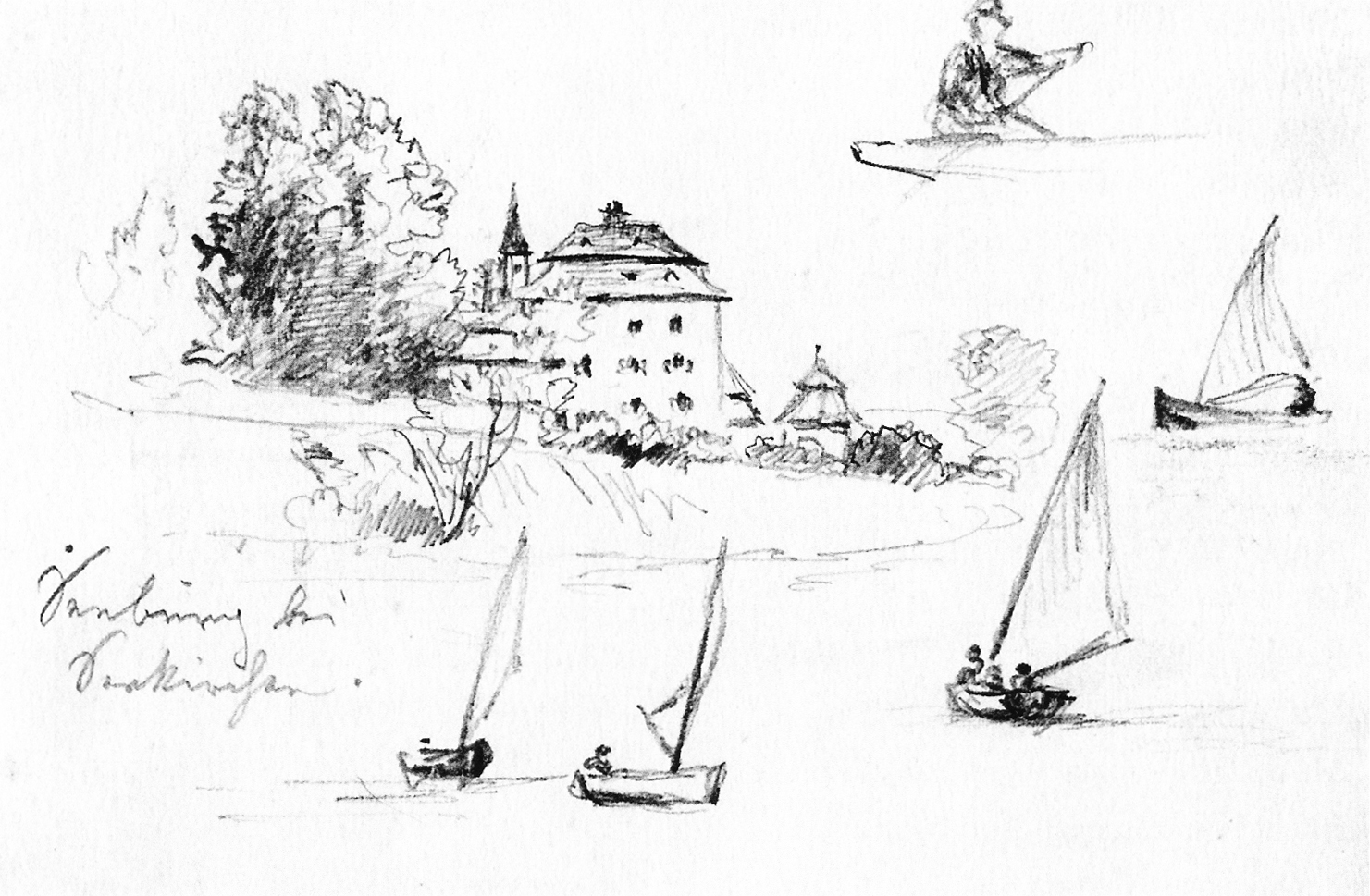
Bleistiftzeichnung von Anton Paul Heilmann

Schloss Seeburg befindet sich in der Katastralgemeinde Seewalchen in der Stadt Seekirchen am Wallersee im Land Salzburg. Es stammt aus dem 15. Jahrhundert und besteht aus einem vierstöckigen Hauptgebäude, der Kapelle hl. Rupert, sowie einer Wehrmauer mit vier runden Ecktürmen. Der Gebäudekomplex diente als Verwaltungssitz und Landsitz von Adeligen. Er beherbergt heute die Privatuniversität Schloss Seeburg.

## Geschichte
Die ersten Herren der Seeburg waren im Dienste des Fürsterzbischofs von Salzburg stehende Amtmänner, in diesem Falle Verwalter des Urbaramtes (Grund- und Bodenverwaltung und Zehntaufsicht). 
1429 wird in alten Chroniken ein Ulrich von Dachsberg zu Seeburg angeführt, der aus Aspach im Innviertel (damals Herzogtum Bayern) stammte. Er war vermutlich der Erbauer des Schlosses. Wahrscheinlich wurde die Seeburg bereits vor dem Jahre 1426 an Stelle eines älteren Wehrbaues errichtet. Die Söhne Ulrichs, Wilhelm und Heinrich, hatten Anteil an der Seeburg und nannten sich auch nach ihr (Urkunde vom 25. Juli 1465). 

1483 wurde Heinrich von Dachsberg als Hofmarschall oberster Verwaltungsbeamter am fürsterzbischöflichen Hof und Verwalter der Urbarämter Thalgau und Tann auf Lebenszeit.

1508 übernahm der Sohn Heinrichs, Bernhard von Dachsberg, die Urbarämter und wurde Herr auf der Seeburg. Er wurde vor allem durch die langwierigen Streitereien um Kompetenz- und Jagdrechte mit Virgil Graf von Überacker, dem Pfleger von Altentann und Lichtentann (Sitz auf Schloss Sighartstein) bekannt, die sich von 1508 bis 1525 hinzogen. Darüber entstand sogar eine Sage:

„Der Dachsberger hatte gegen das Recht einen Hirschen erlegt und seinen Knechten befohlen: „Grabet in Teufels Namen die Haut ein, damit's niemandem bekannt werde!“ Es blieb jedoch nicht verborgen. Es kam zwischen den beiden soweit, daß einer dem anderen auf unerhörte Weise nach dem Leben trachtete. Virgil von Überacker ließ einen schweren eisernen Ring machen, innen mit langen Spitzen versehen. Diesen wollte er dem Dachsberger anschlagen lassen, wenn er seiner habhaft würde und dann den Schlüssel in den Wallersee werfen. Der Dachsberger ließ auf Schloss Seeburg ein Verlies errichten, welches mit eisernen Spitzen versehen war. In dieses wollte er Virgil von Überacker werfen und dort verhungern lassen. Zum Glück kam es nie so weit, denn keiner konnte den anderen fangen.“

Tatsächlich sind in den Archiven (Bayerisches Hauptstaatsarchiv München und Salzburger Landesarchiv) Briefe vorhanden, in denen sich beide Kontrahenten Beleidigungen an den Kopf warfen und sich der Vergewaltigung und des Mordes bezichtigten. Auch die Gefolgsmänner der beiden Streitparteien führten einen Bandenkrieg untereinander. Die Leidtragenden waren die schutzlosen Bauern der beiden Parteien, welche die Zeche zu zahlen hatten. Das einzige zeitgenössische Gemälde (Anfang 16. Jahrhundert, Salzburger Landesarchiv, Graphiksammlung) zeigt eine Gruppe mit Knüppeln bewaffneter Streithähne, die vom vornehm gekleideten und gespornten Überacker mühsam getrennt werden. Zwei Jahrhunderte später ließ die Familie Überacker noch Gemälde anfertigen, wie den „Ausritt Virgils IV. Überacker mit einem Kornett und 12 Standartenträgern“ und den angeblichen „Jagdfrevel des Bernhard von Dachsberg“. In der Mitte dieses Bildes ist der fürchterliche Halsring abgebildet (beide Ölgemälde erste Hälfte des 18. Jahrhunderts, anonym, Privatbesitz). Die Fehde der starrsinnigen Beamten wurde hiermit als Jagdstreit verklärt und lebt so bis heute als Sage fort.
1535 übernahm Heinrich von Dachsberg und 1565 Dietrich von Dachsberg das Urbaramt (beide waren Söhne des Bernhard). Da Dietrich 1569 kinderlos verstarb, erlosch mit ihm das Geschlecht der Dachsberger.

1569 heiratete Dietrichs Schwester Elise Wolf Adam von Haunsperg. Beide übernahmen Amt und Wohnsitz in der Seeburg. Ihnen folgten der Sohn Neidhard von Haunsperg und dessen Sohn Christoph. 
Um 1600 wurde das Urbaramt der Haunsperger aufgelöst und die Grund- und Bodenverwaltung dem Pfleggericht Sighartstein übertragen. Schloss Seeburg wurde in der Folge Sommersitz bzw. Familiensitz auswärtiger Grafen.

1605 heiratete Juliane von Haunsperg den Salzburger Kammerherrn, Gardehauptmann und Pfleger zu Golling, Levin von Mortaigne. Dieser wurde 1623 Freiherr, starb aber am 27. April 1626 im Dreißigjährigen Krieg. 

1626 wurde der Sohn Levins, Johann Dietrich von Mortaigne, Schlossherr. 

1647 kaufte Adam Gottlieb Freiherr von Pranckh, dessen Familie aus der Steiermark stammte, das Schloss. 

1752 kauften Ernst Maria Friedrich von Lodron, Pfleger zu Neuhaus, und seine Gattin Gräfin Antonia von Arco Schloss Seeburg (Preis 22.000 Gulden). Es folgte ein völliger Umbau des Schlosses im Rokokostil. Vor allem die Schlosskapelle wurde großzügig erweitert und ausgestaltet (1752–1755). Das Hochaltarbild, die Heiligen Friedrich und Rupert darstellend, und auch das Deckenbild (Tod des heiligen Rupert) stammen vom italienischen Meister Gennaro Basile. Graf Lodron dürfte ihn extra nach Seekirchen geholt haben, da sonst keine weiteren Werke dieses Malers in Salzburg bekannt sind. 

1779: Sohn Hieronimus Graf von Lodron. Er war ein Förderer von Wolfgang Amadeus Mozart und Michael Haydn (damals Domkapellmeister zu Salzburg). Vermutlich die glanzvollste Zeit von Schloss Seeburg, unter anderen war auch Mozart als Musiker zu Gast im Schloss.
1825 wurde die Seeburg versteigert, da Graf Lodron seinen Besitz in den Napoleonischen Kriegen einbüßte. Der geadelte Südfrüchtehändler und Armeelieferant Dismas von Wiederwald erwarb die Seeburg. 

1849 erwarb Laurenz Ibertsberger, Neffe von Mathias Bayrhammer, das Schloss Seeburg. Mathias Bayrhammer, ein Sohn des Joglbauern in Fischtaging, war in Salzburg zu einem der reichsten Bürger geworden. Er starb kinderlos im Jahre 1845 und verfügte testamentarisch eine reich dotierte Armenstiftung für Seekirchen. In den folgenden Jahren wurde Schloss Seeburg gründlich umgebaut. 1850 wurde die Seeburg um ein Stockwerk erhöht. Das Baumaterial dazu wurde durch Erniedrigung der Ringmauern gewonnen. Ab 1850 konnten 30 Pfründner (gemeindearme Senioren) in der Seeburg wohnen.
1940–1945 Sitz der Hitlerjugend (sog. Reichsbann) 

Ab 1943 waren Markt- und Landgemeinde Seekirchen je zur Hälfte Eigentümer von Schloss Seeburg. 

1947–1977 war im Schloss ein Heim für 60 Hauptschüler eingerichtet.

1982–1994 war ein vom Land Salzburg geführter Kindergarten untergebracht.

Seit 2007 ist die Seeburg Sitz der Privatuniversität Schloss Seeburg.
Das Schloss ist heute im Besitz der Stadtgemeinde Seekirchen am Wallersee. 

1999 wurde Schloss Seeburg umfassend generalsaniert. Die Dächer der Kapelle und der Ecktürme wurden mit Holzschindeln, das Hauptgebäude mit Kupferbahnen eingedeckt. Die Gebäude bekamen Kalkverputz und Kalkanstrich. Die Schlosskapelle wurde restauriert, vor allem die Stuckaturen von Benedikt Zöpf, der Altaraufbau, das Deckenfresko und der durch Feuchte beschädigte Innenputz. Im Zuge der Sanierung wurden im Schlosshof historische Mauerzüge der mittelalterlichen Anlage freigelegt. Im Sockelbereich des Trauungsraumes wurde eine barocke Malerei entdeckt. Eine 1755 gemalte Herrscherbüste mit beidseitigen Fruchtgehängen wurde restauriert und so die umlaufende Sockelgestaltung dokumentiert.
Im Schloss befinden sich heute
- das Standesamt Seekirchen
- die Privatuniversität Schloss Seeburg
- das Seeburg Management
- der Regionalverband Salzburger Seenland mit der daran angeschlossenen Seenland Tourismus GmbH
- ein Büro für Unternehmensberatung
- ein Gastronomiebetrieb

Bekannt und beliebt ist Schloss Seeburg für sowohl standesamtliche als auch kirchliche Trauungen.
Um die Mauern der Anlage wurde ein Fitpoint mit einer 18-Loch-Minigolfanlage (mit Beleuchtung), einem Barfußweg mit verschiedenen Bodenbelägen sowie mit einem Kneippbecken eingerichtet.

## Architektur
Festung
Die rechteckige Ringmaueranlage hat vier runde Ecktürme mit einem künstlichen Graben zum Hang hin und von Südwesten eine Steinbrücke zum Rundbogendurchlass des Torbaues.
Schloss
Der rechteckige teils innen gewölbte Schlossbau inmitten der Anlage hat ein Sockelgeschoß mit dem Haupteingang mit einem einfachen profilierten rechteckigen Steingewände im Nordwesten. Es hat drei Obergeschoße, wobei das 3. Geschoß 1850 aufgesetzt wurde. Das Gebäude hat eine schlichte Fassade mit Hohlkehle unter einem Mansarddach.
Kapelle
Die dem hl. Rupert von Salzburg geweihte Kapelle wurde urkundlich 1617 genannt und 1752 neu erbaut und 1758 geweiht. Die Kapelle hat einen hohen Saalraum mit einer flachbogigen Apsis. Die Empore mit Stuckverzierung und ein stuckiertes Allianzwappen Lodron-Arco um 1755. Die Wände sind mit Pilastern stuckiert. Die Decke zeigt in einem Stuckrahmen das Bild Tod des hl. Rupert vom Maler Gennaro Basile um 1755. Der Altar um 1755 zeigt das Altarblatt hll. Friedrich und Rupert stehend mit Maria mit Kind auf Piedestal mit Relief Taufe Herzog Theodos durch den hl. Rupert von Gennaro Basile (1755). Tabernakel sowie die Bänke mit Wangen um 1755.
Brunnen
Im Hof nördlich der Kapelle ist ein Brunnenbecken mit einem Löwenkopf als Wasserspeier aus dem 18. Jahrhundert.